# تاج تاونزا
تاونزا هو تاج سوسي أمازيغي الأصل، تزين به المرأة الأمازيغية رأسها وتضعه على مستوى الجبهة، يصنع من النقرة (الفضة) والمرجان، ويعد من أشهر القطع التي تزينت بها السوسيات ومن أهم مايميز اللبسة السوسية، ويختلف شكله من قبيلة إلى أخرى.

## أصل الكلمة
تاونزا هي كلمة أمازيغية بالشلحة تعني الكصة (الغرة) أي شعر مقدمة الرأس، وهي من العادات الامازيغية القديمة المرتبطة بالشعر، حيث تقوم الأم بقص مقدمة شعر ابنتها الصغيرة بشكل متناسق وجميل ومتساوي، فتبدو الفتاة في غاية الروعة والجمال والدلال، ويتم وضع «تاونزا» التاج الفضية عليه حتى تبدو أكثر زينة، (وهي طريقة معروفة في المجتمع الأمازيغي لتزيين العروس)، وكانت الفتاة قديما تفتخر بها وتعتبرها من أساسيات جمالها وسر سحرها، واستعمال الفضة عند الأمازيغ القدماء له دلالات، رمزية لإيمانهم بأنها ترمز إلى الصفاء ويرمز بياضها الناصع إلى الخير والحب والسلم والأمان، وإعتقادية تتمثل في دورها المقدس الوقائي (الحماية من الأمراض، التعويذات...)، وميثولوجية ترتبط بالخصوبة التي لها علاقة بالألهة الأمازيغية القديمة، وقد حافظت المرأة الامازيغية على هذا التقليد لمدة طويلة من الزمن رغم التغيرات التي حصلت في المجتمع الأمازيغي. وفي سنة 2018، تم الكشف عن أكبر «تاونزا» فضية في افتتاح الدورة 9 لمهرجان تيميزار بتزنيت في المغرب.

## معرض الصور

تاج تاونزا وزوج من الأساور "تنبالتغرب الأطلس الصغير، (تزنيت إلى تافراوت.